# Милутин Мрконіч
Милутин Мрконіч (серб. Milutin Mrkonjić, серб. кир.: Милутин Мркоњић; МФА: [milǔtin mr̩̂kɔɲitɕ]; 23 травня 1942, Белград — 27 листопада 2021, там само) — сербський політик, депутат парламенту. Співзасновник Соціалістичної партії Сербії (поряд із Слободаном Мілошевичем), почесний голова цієї партії. Колишній міністр інфраструктури та міністр транспорту Сербії.

## Життєпис
1971 року закінчив будівельний факультет Белградського університету. Далі працював у Бюро залізничних досліджень та проєктування, а з 1974 року був завідувачем сектора проєктування. 1977 року влаштувався на роботу в Центр досліджень та проєктування, а після об'єднання цієї установи з Транспортним інститутом став її директором.
1999 року після бомбардування НАТО був керівником агентства з відбудови при уряді Сербії.
З 8 травня 2007 був заступником голови Народних зборів Сербії. Після того, як голова Народних зборів Томіслав Ніколич подав у відставку, Мрконіч як найстарший із його заступників перебрав на себе головування на засіданнях парламенту аж до обрання нового голови Олівера Дулича 23 травня 2007. Мрконіч прийняв присягу в уряду Сербії, яку той склав 15 травня 2007.
На виборах президента Сербії в січні 2008 був кандидатом від СПС, набравши близько 6 % голосів і посівши четверте місце. Балотувався під гаслами «Говорять справи» (серб. Дела говоре) і «Наш товариш!» (серб. Наш друг!). Після створення коаліції Демократичної та Соціалістичної партій у липні 2008 Мрконіча обрали міністром інфраструктури в новому уряді Сербії, який сформував Мірко Цветкович.
У грудні 2009 здобув звання почесного доктора наук Мегатрендського університету.
14 березня 2011 року став міністром інфраструктури та енергетики.
В уряді Івиці Дачича, який сформувався після виборів у травні 2012 року, Мрконіч обіймав посаду міністра транспорту до реорганізації, яку було завершено 2 вересня 2013 року, після чого його змінив на посаді однопартієць Александар Антич.
Повернувся в парламент, зберігши свій депутатський мандат на виборах 2014 та 2016 років. 2020 року знову ввійшов до передвиборчого списку кандидатів від соцпартії та був переобраний депутатом чергового скликання.